# Свиноутка
Свиноутка или Уткосвин (фин. Posankka) — статуя в финском городе Турку. Расположена перед отелем-аквапарком «Карибия», символом которого является, в непосредственной близости от кампуса Университета Турку и студенческого городка.
Представляет собой гибридное изображение марципановой свиньи (фин. possu) и резиновой утки (фин. ankka). Выглядит как розовое животное с телом и головой утки, но со свиным пятачком и хвостом. 
Статую спроектировал Альвар Гуллихсен в 1999 году. Первоначально статуя плавала по реке Аурайоки. В 2001 году статуя помещена на своё нынешнее место. Каждую зиму на голову Свиноутки помещают колпак Санта-Клауса.